# 1er février 1960

## Naissances
- Ron Frenz, scénariste de comics américain
- Fabrizio Pirovano, pilote de moto italien, champion du monde
- Daniel Rialet (mort le 11 avril 2006), acteur français
- Cindy Gallop, publicitaire anglaise
- Louis Mazetier, pianiste français
- Antonio Puig, écrivain espagnol

## Décès
- Pierre Barjot (né le 13 octobre 1899), officier de marine français
- Felix Adler (né le 17 juin 1895), clown américain
- Amédée-Dominique Dieudonné (né le 6 août 1890), luthier français

## Autres événements

### Sport
- Fin du Championnat de tennis d'Australie 1960

### Dans le monde
- Dernière journée de la semaine des barricades à Alger
- Bakel, Dagana, Podor et Tivaouane sont érigés  en commune
- Des étudiants initient des Sit-ins de Greensboro, mouvement non violent qui va perdurer
- Sortie américaine du film Le Diable dans la peau (film, 1960)
- La quille est posée sur le Bij (A953) ainsi que sur le Ekster (A998)
- Création à Singapour de la commission Housing and Development Board